# Parakuhlia macrophthalmus
Parakuhlia macrophthalmus és una espècie de peix pertanyent a la família dels hemúlids i l'única del gènere Parakuhlia.

## Descripció
- Pot arribar a fer 20 cm de llargària màxima (normalment, en fa 15).[5][6]

## Hàbitat
És un peix marí, demersal i de clima tropical que viu fins als 30 m de fondària.

## Distribució geogràfica
Es troba a l'Atlàntic oriental central: des del Senegal fins a Angola.

## Observacions
És inofensiu per als humans.